# Ajvar
L'ajvar (in cirillico Аjвар o Айвар) è una salsa molto diffusa nei Balcani e nelle zone limitrofe (ad esempio, il Friuli-Venezia Giulia) composta principalmente da peperoni, peperoncini, melanzane e aglio. A seconda della quantità di capsaicina presente può essere di varietà dolce, piccante o molto piccante. L'ajvar può essere spalmato sul pane e usato soprattutto come condimento per carne e ćevapčići.

## Etimologia
La parola ajvar deriva dal termine turco havyar che significa uova di pesce salate, e condivide tale origine con la parola caviale.

## Origine
L'origine dell'ajvar è attribuibile ai Balcani, in particolare ai territori della Serbia e della Macedonia del Nord. La prima ricetta dell'ajvar comparve nel 1877 in un libro di cucina scritto in serbo da Katarina Popović Midžina, pubblicato a Novi Sad. Tuttavia, la produzione dell'Ajvar fino agli anni sessanta era riservata solo a poche persone che se lo potevano permettere, in quanto i peperoni all'epoca erano una specialità costosa (così come l'olio, necessario per la preparazione) che non veniva coltivata in Serbia, ma veniva trasportata dagli aromuni dalla Macedonia. La produzione artigianale di ajvar nelle singole famiglie si è diffusa soltanto dagli anni sessanta in poi grazie ai prezzi calmierati in epoca socialista.
Ad oggi, per proteggerne il nome, sono registrati presso l'Organizzazione mondiale per la proprietà intellettuale l'ajvar casalingo di Leskovać, "Homemade Leskovac Ajvar", e l'ajvar macedone, "Macedonian Ajvar".

## Preparazione
La preparazione dell'ajvar è abbastanza complicata e richiede una certa quantità di lavoro manuale soprattutto per spellare i peperoni cotti. La cultivar principalmente adoperata è un peperone chiamato roga, cioè cornuto, che è largo, rosso, a forma di corno, possiede una buccia relativamente facile da togliere e matura alla fine di settembre. Tradizionalmente viene preparata a metà autunno quando i peperoni sono più abbondanti, spesso la famiglia e i vicini si riuniscono per la preparazione.
Cucinati su un piatto sopra la stufa o nel forno, i peperoni e le melanzane vengono fatti raffreddare in modo da facilitare l'operazione di rimozione delle bucce e dei semi. Successivamente vengono frullati oppure tagliati a pezzi. La poltiglia viene stufata in una grossa pentola per diverse ore con l'aggiunta di olio di semi di girasole e aglio. Infine vengono aggiunti sale e a volte anche aceto e vengono imbarattolati e sigillati in recipienti di vetro.

## Produzione
La maggior parte dell'ajvar è preparato artigianalmente, e la produzione industriale rimane assai modesta. L'ajvar fa parte dei cosiddetti zimnica (cibi invernali), che comprendono anche peperoni e pomodori sottaceto.